# Plenarinho
O portal Plenarinho é um canal de educomunicação da Câmara dos Deputados do Brasil, voltado para o universo infantil: crianças de 7 a 14 anos, pais e professores. Traz informações, jogos e atividades sobre cidadania, direitos sociais e política, com ênfase no Poder Legislativo, objetivando estimular o pensamento crítico e o protagonismo de crianças e adolescentes. Outros temas sociais e educativos relacionados ao cotidiano infantil também são abordados, como saúde, ecologia, educação e lazer.
No Brasil, o Plenarinho foi pioneiro na construção de conteúdo explicitamente político, voltado para crianças, e o primeiro na internet. A partir disso, é considerado referência para outros sites institucionais que têm a mesma finalidade.
São mais de 3 mil páginas de conteúdo disponíveis, e uma média mensal de 50 mil visitas. Somente de usuários fiéis, os chamados “Plenamigos”, são 13 mil crianças cadastradas em todo o País.
O portal integra o programa de relacionamento da Câmara dos Deputados com a comunidade e inclui as ações Câmara Mirim e Eleitor Mirim, bem como a produção e distribuição de material impresso. Seu slogan é: “O jeito criança de ser cidadão”.
No Câmara Mirim, crianças e adolescentes são deputados por um dia, em uma simulação da atividade parlamentar. Diversas propostas de sua autoria tornaram-se projetos de lei em tramitação real na Câmara.
O Eleitor Mirim é promovido a cada dois anos (anos eleitorais). Professores e estudantes participam da eleição de candidatos fictícios, desde a campanha até a votação em uma urna eletrônica virtual.
O Plenarinho produz e distribui a Revista do Plenarinho, com histórias em quadrinhos e passatempos; as cartilhas da Saúde e da Cidadania; livretos especiais para exposições de arte na Câmara; o Estatuto da Criança e do Adolescente – ECA - em tirinhas; e materiais impressos específicos para participação em feiras ou comemoração de efemérides.

## O Portal
O Plenarinho é o principal canal de interação entre a Câmara dos Deputados e o universo infantil. O portal é fruto de uma proposta de servidores da Câmara dos Deputados, de 2002. O site foi lançado em 2004 e alçado à categoria de portal em 2006, com mais recursos e uma plataforma distinta de alimentação e manutenção de dados.
O menu principal do Plenarinho se divide por assuntos (Câmara, Deputado, Cidadania, Brasil, Educação, Ecologia, Saúde), outras categorias (Notícias, Sala de Leitura, Diversão, Seu Espaço) e ainda programas (Câmara Mirim).
Os produtos podem ser divididos em:
- Conteúdo formal – em grande parte, material textual informativo sobre os assuntos, que podem estar associados a outros produtos, como animações e infográficos;
- Diversão – concentração de material lúdico;
- Interação – cadastro no Clubinho, bate-papo virtual com deputados federais, Fale Conosco;
- Ações – Câmara Mirim, Eleitor Mirim;
- Educação – voltado para o público adulto, de professores.

## Turma do Plenarinho
Seis personagens foram criados para serem os porta-vozes do Plenarinho, formando uma turma. Cada um tem uma característica própria, com o objetivo de representar diferentes segmentos e funções na sociedade, além de personificar cada área do Portal atual (tabela 1):
| Personagens                                               | O que fazem                               | Área do Portal              |
| --------------------------------------------------------- | ----------------------------------------- | --------------------------- |
| Zé Plenarinho e Ana Légis                                 | deputados                                 | Câmara, Deputado, Cidadania |
| Xereta                                                    | repórter                                  | Notícias                    |
| Cida e Adão (cuja união de nomes forma “cidadão”)         | irmãos que representam os cidadãos comuns | Seu Espaço, Diversão        |
| Edu Coruja (o único personagem da turma que não é humano) | educador                                  | Educação, Sala de Leitura   |

Personagens da Turma do Plenarinho
Em 2005, um concurso com a participação de cerca de 500 crianças definiu as características do sétimo personagem, o cadeirante Vital, representante da acessibilidade.
Outros aparecem em situações específicas, como a professora Josefa. 
Os personagens ilustram e apresentam textos, figuram em histórias e quadrinhos, animações, jogos e infográficos.

## Um programa de Educomunicação
O Plenarinho não é um projeto independente, nem comercial. O lugar de fala é bem preciso, dentro da Câmara dos Deputados, no Congresso Nacional, que é a instituição maior do Poder Legislativo federal.
Em nome da clareza, informações sobre Estado e legislação ganham “tradução”. Os assuntos são abordados de forma simples, mas sem distorção nem “tatibitate”. Em suma, o desafio diário do Plenarinho é tratar um assunto, geralmente árido, de forma criativa e compreensível para as crianças, com o objetivo de incentivá-las a conhecer seus direitos e exercitar sua cidadania.
Para lidar com proteção da infância, muitas vezes o Plenarinho precisa tratar de temas como o abuso sexual de crianças e adolescentes e o trabalho infantil – não tendo o público-alvo como referente da mensagem (quando se fala sobre ele), mas como destinatário (quando se fala para ele). Assim, há conteúdos que são exclusivos do portal. 
Os canais de comunicação são um ponto forte do portal. Há textos explicativos, matérias jornalísticas, histórias em quadrinhos, animações, jogos, passatempos, fotos, imagens, infográficos, histórias em áudio e músicas. Esses formatos também estão disponíveis para envio de material pelas crianças. O Plenarinho ainda tem publicações impressas, como revistas, cartilhas, fôlderes, jogos de cartas e outros. 
O material informativo do Plenarinho visa também a fornecer subsídios para pesquisas escolares.

## Câmara Mirim
O Câmara Mirim é um programa educativo que simula a atividade parlamentar. Estudantes do 5º ao 9º ano de escolas públicas e particulares do País fazem o papel de deputados mirins, propondo, discutindo em votando projetos de lei elaborados pelas próprias crianças. As propostas aprovadas no Plenário Ulysses Guimarães, na Câmara dos Deputados, são encaminhadas para análise das comissões permanentes da Casa e podem ser apadrinhadas por deputados federais, transformando-se em projetos de lei de verdade.
Ser “deputado por um dia” é uma experiência transformadora para as crianças participantes. Seja pela visibilidade na mídia, pelo contato real com o parlamento e os deputados ou pela oportunidade de expor seus argumentos influenciar o processo legislativo, é uma prática que contribui para seu empoderamento social e político.
| Ano  | Número de projetos inscritos |
| ---- | ---------------------------- |
| 2006 | 150                          |
| 2007 | 204                          |
| 2008 | 495                          |
| 2009 | 534                          |
| 2010 | 857                          |
| 2011 | 1237                         |
| 2012 | 641                          |
| 2013 | 411                          |
| 2014 | 782                          |

Dos 27 projetos vencedores nas nove edições, sete foram “apadrinhados” por deputados federais e tramitam na Câmara, trazendo referências explícitas ao Câmara Mirim, conforme a tabela 3:
| Ano  | Autor (a)                         | Cidade / UF              | Ementa | Desdobramentos |
| ---- | --------------------------------- | ------------------------ | --- | --- |
| 2006 | Pedro Augusto Barbosa Carvalho    | Natal - RN               | Toda criança órfã residente em abrigo coletivo sem fins lucrativos terá acesso prioritário a vaga na rede pública de ensino.                    | Embasou o PL 1685/2007, do deputado Frank Aguiar (apensado ao PL 1579/2007), PL 563/2011, do Dep. Lindomar Garçon, garante cursos profissionalizantes e estágios a adolescentes residentes em orfanatos e/ou abrigos. |
| 2007 | Karinne Souza Mendonça            | Taguatinga - DF          | Dispõe sobre o fim do trabalho infantil. | Embasou o PL 2398/2007, do deputado João Campos, apensado ao PL 7650/2006. |
| 2007 | Mallena Nogueira Lira             | Iracema - CE             | Proíbe o transporte de alunos em veículos abertos (“paus de arara”).                                                                            | Embasou o PL 2561/2007, do dep. Paulo Henrique Lustosa, apensado ao PL 2397/2007, do Deputado João Campos. |
| 2009 | Richard Santos Oliveira           | São José dos Campos - SP | Todos os prédios públicos a serem construídos deverão ter um sistema de armazenamento e reaproveitamento de água das chuvas.                    | Embasou o PL 7231/2010, do dep. Bernardo Ariston, apensado ao PL 5733/2009, do senador Marcelo Crivella. |
| 2010 | Lorena Gomes Mendes Resende       | Sobradinho - DF          | Todos os ônibus deverão ter cadeirinhas com cinto de segurança para crianças até cinco anos.                                                    | Embasou o PL 7910/2010, do dep. Moreira Mendes, apensado ao PL 6932/2010, do deputado Washington Luiz. |
| 2010 | Patrícia Bezerra da Rocha         | João Ramalho - SP        | Fica obrigatória a instalação de dispositivo para fixação de bicicletas nos prédios e logradouros públicos, em todos os municípios brasileiros. | Embasou o PL 7909/2010, do dep. Moreira Mendes. |
| 2013 | Maila Gabriela Miranda dos Santos | Primavera do Leste - MT  | Arborização do Programa Minha Casa, Minha Vida.                                                                                                 | Embasou o requerimento do dep. Wellington Fagundes, ao Executivo. A proposta está abarcada como um dos itens do Selo Azul da Caixa, banco responsável pelo Minha Casa, Minha Vida                                     |

## Eleitor Mirim
O Eleitor Mirim tem por objetivo conscientizar as crianças sobre a importância da participação na vida política. É realizado nos anos eleitorais, com a parceria dos professores. Eles recebem uma cartilha, com textos que abordam de forma divertida os vários aspectos do processo eleitoral, como a importância do voto, a necessidade de se acompanhar o trabalho daquele que foi eleito, as possibilidades de engajamento, entre outros. Além disso, a cartilha traz sugestões de atividades para serem desenvolvidas em sala de aula.
A etapa final é uma eleição fictícia, cujos candidatos são criados pelas próprias crianças. Trata-se de um exercício lúdico de cidadania, seja na criação das plataformas, seja na escolha do melhor candidato, até a votação em uma urna virtual idêntica à urna eletrônica que é usada pelos adultos.
| Edição do Eleitor Mirim | Candidato Vencedor | Total de votos |
| ----------------------- | --- | -------------- |
| 2010                    | Super Ary, do partido PIPOCA (Partido Inteligente Contra a Pedofilia Orientando Crianças e Adolescentes), com 4.955 votos | 14.193         |
| 2012                    | Amancinho, do partido VsM (Partido Viver sem Medo), com 27.430 votos                                                      | 43.956         |
| 2014                    | Felicinha, do PCF (Partido da Criança Feliz), com 19.835 votos                                                            | 38.408         |

## História
2002 – O projeto “www.plenarinho.gov.br: não apenas um site, um instrumento a serviço da cidadania”, elaborado por servidores da Câmara dos Deputados, vence o Prêmio Câmara em Ideias 2002.
2003 – A Diretoria Geral da Câmara dos Deputados publica a Portaria nº 7, de 30/01/2003, para constituição do Grupo de Trabalho destinado a desenvolver o Projeto Plenarinho.
2004 – O site é lançado. No dia do lançamento, selecionou-se uma escola pública de cada unidade da federação. Em cada escola, um deputado fez a apresentação do site e participou de um chat sobre o futuro da criança brasileira.
2005 – O programa recebe o Selo Nota 10 como reconhecimento internacional pela DHNet - Rede Direitos Humanos e Cultura – que premia os melhores sites em língua portuguesa de todo o mundo.
2005 – Lançamento do curso a distância "Plenarinho para Professores", em parceria com o Centro de Formação, Treinamento e Aperfeiçoamento – Cefor - da Câmara dos Deputados.
2005 – Publicação da primeira edição da Revista Plenarinho.
2006 – O site é alçado à categoria de portal.
2006 – Primeira edição do Câmara Mirim. Primeira vez que crianças participam de uma sessão legislativa no Congresso Nacional.
2006 – Primeira edição do Eleitor Mirim.
2008 – Assinatura de Acordos de Cooperação Técnica com a Escola de Educação Fazendária -  ESAF e com a Organização internacional do Comércio - OIT.